# Служев (станція метро)
52°10′22″ пн. ш. 21°01′35″ сх. д. / 52.17278° пн. ш. 21.02639° сх. д.
Служев (пол. A-6 Służew) — станція Першої лінії Варшавського метрополітену, що була відкрита 7 квітня 1995 року. Головний вхід з боку вулиці Вальбжихської, неподалік від муніципального мокотувкого кладовища. Інші входи з боку вулиць Рольної, Сонати і Батути.
Конструкція станції — колонна двопрогінна станція мілкого закладення з острівною прямою платформою завширшки 10 м і завдовжки 120 м. На станції заставлено тактильне покриття. Станція, у разі необхідності, може бути притулком цивільного населення. Для цього у кожного виходу зі станції встановлені додаткові масивні сталеві двері. 
Оздоблення — колійні стіни облицьовані прямокутним і трикутним кахлем в червоних, бірюзових, жовтих і блакитних кольорах, колони одягнені в плитку світлих відтінків, підвісна стеля оздоблена бежевим алюмінієм.
Виходи обладнані стаціонарними сходами і пандусом для осіб з обмеженими можливостями на візках. 
Пересадка на автобуси: 189, 193, 317, 401, 402, N01, N33, N37, N50, N83
На станції є невеликі крамниці, банкомати та туалети.

## Поруч
- Факультет прикладної лінгвістики Варшавського університету
- Факультет менеджменту Варшавського університету
- Служевське римсько-католицьке муніципальне кладовище на вул. Вальбжихській